# Liste der Kulturgüter im Wahlkreis Sursee
Die Liste der Kulturgüter im Wahlkreis Sursee enthält alle Objekte in den Gemeinden des Wahlkreises Sursee im Kanton Luzern, die gemäss der Haager Konvention zum Schutz von Kulturgut bei bewaffneten Konflikten, dem Bundesgesetz vom 20. Juni 2014 über den Schutz der Kulturgüter bei bewaffneten Konflikten sowie der Verordnung vom 29. Oktober 2014 über den Schutz der Kulturgüter bei bewaffneten Konflikten unter Schutz stehen.

## Kulturgüterlisten der Gemeinden
- Beromünster
- Büron
- Buttisholz
- Eich
- Geuensee
- Grosswangen
- Hildisrieden
- Knutwil
- Mauensee
- Neuenkirch
- Nottwil
- Oberkirch
- Rickenbach
- Ruswil
- Schenkon *
- Schlierbach
- Sempach
- Sursee
- Triengen